# Simadalsfjorden
60°29′14.41″N 7°5′32.5″Ø / 60.4873361°N 7.092361°Ø
Simadalsfjorden er en fjordarm af Eidfjorden i Eidfjord kommune i Vestland fylke i Norge. Simadalsfjorden er også den inderste del af Hardangerfjorden. Den er fire kilometer lang, og går østover fra indløpet mellem Blurnes og Eikenes og ind til fjordbunden i Simadalen.
Fjorden er omgivet af høje og bratte bjerge op til 1.500 moh. På fjeldsiden nord for fjordbunden ligger fjeldgården Kjeåsen og nedenfor  Kjeåsen ligger Sima kraftværk, som munder ud i fjorden.  Fylkesvei 103 går langs sydsiden af fjorden og videre op i Simadalen.